# Tomasz Filipczak
Tomasz Filipczak (ur. 7 lutego 1954 w Łodzi, zm. 7 lutego 2019) – polski działacz opozycyjny w PRL, jeden z pomysłodawców, a następnie członek redakcji pisma Puls, działacz kulturalny.

## Życiorys
W 1977 ukończył studia polonistyczne na Uniwersytecie Łódzkim, w latach 1977–1980 pracował w Okręgowej Instytucji Rozpowszechniania Filmów w Łodzi. Od 1976 współpracował z Komitetem Obrony Robotników, następnie z Komitetem Samoobrony Społecznej „KOR”, od września 1977 współpracował także z Niezależną Oficyną Wydawniczą NOWA, stworzył system dystrybucji wydawnictw niezależnych w regionie łódzkim, w październiku 1977 był jednym z inicjatorów Niezależnego Klubu Dyskusyjnego w Łodzi (istniejącego formalnie do lutego 1978).
Był jednym z pomysłodawców i w latach 1977–1981 członkiem redakcji pisma Puls, w którym odpowiadał za sprawy techniczne i był nieformalnym sekretarzem redakcji, od września 1980 był członkiem redakcji pisma „Solidarność z Gdańskiem”, krytycznego wobec lokalnych władz „Solidarności”, przy Zakładach Przemysłu Bawełnianego im. Juliana Marchlewskiego zorganizował Centrum Informacyjno-Kulturalne „Solidarność”, w którym odbywał się klub dyskusyjny, projekcje filmowe i kolportaż wydawnictw niezależnych, od kwietnia 1981 był jednym z redaktorów pisma satyrycznego Pomruk (z Witoldem Sułkowskim, Piotrem Bikontem i Wojciechem Słodkowskim). W związku z ogłoszeniem stanu wojennego był od 13 grudnia 1981 do grudnia 1982 internowany w zakładach karnych w Łęczycy, Łowiczu i Kwidzynie.
Po zwolnieniu z internowania pracował najpierw dorywczo, następnie w prywatnym biurze turystycznym, od 1983 był związany z Duszpasterstwem Środowisk Twórczych zorganizowanym przez o. Stefana Miecznikowskiego, w ramach którego organizował cotygodniowe spotkania niezależnymi twórcami i intelektualistami. Od 1985 kierował łódzkim oddziałem Komitetu Kultury Niezależnej. W 1987 razem z Wojciechem Maciejewskim, Piotrem Bikontem i Jackiem Skalskim powołał grupę artystyczną Film i Literatura, w ramach której wydawał także książki II obiegu. Również w 1987 był organizatorem sympozjum Litwini, Białorusini, Ukraińcy, Polacy - przesłanki pojednania, w 1988 był pomysłodawcą i redaktorem Polskiej Encyklopedii Niezależnej. W latach 1988–1994 był dzierżawcą łódzkiego kina „Przedwiośnie”, od 1988 prezesem i głównym udziałowcem Europa sp. z o.o., która zajmowała się dystrybucja filmów w obiegu oficjalnym.
W 1989 należał do założycieli Łódzkiego Towarzystwa Inicjatyw Społecznych, od 1991 był prezesem Towarzystwa. W latach 1992–1994 był dyrektorem Ośrodka TVP w Łodzi.
W 1984 otrzymał Nagrodę Fundacji Polcul, w 2006 został odznaczony Krzyżem Oficerskim Orderu Odrodzenia Polski (M.P. z 2006, nr 84, poz. 848), w 2008 Srebrnym Medalem „Zasłużony Kulturze Gloria Artis”, w 2016 Krzyżem Wolności i Solidarności (M.P. z 22.01.2016, poz. 308).